# Ucrania en los Juegos Olímpicos de Río de Janeiro 2016
Ucrania estuvo representada en los Juegos Olímpicos de Río de Janeiro 2016 por un total de 203 deportistas que compitieron en 22 deportes. Responsable del equipo olímpico es el Comité Olímpico Nacional de Ucrania, así como las federaciones deportivas nacionales de cada deporte con participación.
El portador de la bandera en la ceremonia de apertura fue el tirador Mykola Milchev.

## Medallistas
El equipo olímpico de Ucrania obtuvo las siguientes medallas:
| Nombre                                                      | Deporte            | Competición              |
| ----------------------------------------------------------- | ------------------ | ------------------------ |
| Oro                                                         |                    |                          |
| Oleh Verniayev                                              | Gimnasia artística | Paralelas M              |
| Yuri Cheban                                                 | Piragüismo         | C1 200 m M               |
| Plata                                                       |                    |                          |
| Olha Jarlan Alina Komashchuk Olena Kravatska Olena Voronina | Esgrima            | Sable por eqs. F         |
| Oleh Verniayev                                              | Gimnasia artística | Concurso completo ind. M |
| Zhan Beleniuk                                               | Lucha grecorromana | 85 kg M                  |
| Pavlo Tymoshchenko                                          | Pentatlón moderno  | Individual M             |
| Serhi Kulish                                                | Tiro               | Rifle 10 m M             |
| Bronce                                                      |                    |                          |
| Bohdan Bondarenko                                           | Atletismo          | Salto de altura M        |
| Olha Jarlan                                                 | Esgrima            | Sable ind. F             |
| Hanna Rizatdinova                                           | Gimnasia rítmica   | Concurso completo ind. F |
| Dmytro Yanchuk Taras Mishchuk                               | Piragüismo         | C2 1000 m M              |